# Urszula Radwańska
Urszula Radwańska (Ahaus, Njemačka, 7. prosinca 1990.) poljska je profesionalna tenisačica. Mlađa je sestra Agnieszke Radwańske.

## Životopis
Radwańska, koja tenis trenira od pete godine, profesionalnu je karijeru započela 2005., s nepunih 15 godina. I dalje se natjecala u juniorskoj konkurenciji te je 2007. osvojila juniorski Wimbledon. Iste je godine sa sestrom Agnieszkom osvojila Istanbul u konkurenciji parova.
Za poljsku Fed Cup reprezentaciju nastupa od 2006. godine.
Treneri su joj Tomasz Wiktorowski, Borna Bikić i otac Robert. Njezin najbolji udarac je dvoručni backhand, a omiljena joj je podloga trava.

## Rezultati na Grand Slam turnirima
| Grand Slam      | 2008. | 2009. | 2010. | 2011. | 2012. |
| --------------- | ----- | ----- | ----- | ----- | ----- |
| Australian Open | -     | -     | 1k    | -     | 2k    |
| Roland Garros   | -     | 1k    | -     | -     | 2k    |
| Wimbledon       | 2k    | 2k    | -     | -     |       |
| US Open         | -     | 1k    | 2k    | 1k    |       |

## Plasman na WTA ljestvici na kraju sezone
| 2005. | 2006. | 2007. | 2008. | 2009. | 2010. | 2011. | 2012. | 2013. |
| ----- | ----- | ----- | ----- | ----- | ----- | ----- | ----- | ----- |
| 1025. | 310.  | 288.  | 127.  | 66.   | 191.  | 109.  | 31.   |       |

## Vanjske poveznice
|  | Zajednički poslužitelj ima još gradiva o temi Urszula Radwańska |

- Službena stranica  Arhivirana inačica izvorne stranice od 20. lipnja 2012. (Wayback Machine) (polj.)(engl.)
- Profil na stranici WTA Toura (engl.)